# 1967: The First Three Singles
1967: The First Three Singles («1967: Первые три сингла») (1967 Singles Sampler) — переиздание трёх ранних синглов группы Pink Floyd: «Arnold Layne», «See Emily Play» и «Apples and Oranges», объединённых на одном CD. Сборник был выпущен в 1997 году к 30-летнему юбилею группы.
1967: The First Three Singles был издан звукозаписывающими компаниями EMI Records в Великобритании и Columbia Records в США.

## Синглы
В сборник 1967: The First Three Singles вошли первые три сингла 1967 года, автором большинства песен которых был Сид Барретт, вокалист, гитарист и композитор первого состава группы:
- Сингл «Arnold Layne» — выпущен 10 марта 1967 года[4], высшая позиция в британском чарте — 20[5];
- Сингл «See Emily Play» — выпущен 16 июня 1967 года[4], высшая позиция в британском чарте — 6[6]. «See Emily Play» оставался самым успешным синглом Pink Floyd в Великобритании до появления в 1979 году сингла «Another Brick in the Wall (Part 2)», занявшего первую строчку в чарте;
- Сингл «Apples and Oranges» — выпущен 18 ноября 1967 года, в чарт сингл не попал[4];

## Обложка
Обложка сборника 1967: The First Three Singles объединила в себе оригинальные обложки синглов, занявшие по одной четверти общей обложки. В четвёртой четверти размещена фотография музыкантов группы с названием сборника. Автор дизайна оригинальной обложки сингла «See Emily Play» — Сид Барретт — им был нарисован изображённый на обложке поезд. Автор идеи общей обложки сборника — основатель Hipghoses Сторм Торгерсон.

## Другие сборники
Ранее песни с первых трёх синглов появлялись на следующих сборниках Pink Floyd:
- The Best of the Pink Floyd 1970 года[8][9];
- Relics 1971 года (исключая «Candy and a Currant Bun», «Scarecrow» и «Apples and Oranges»)[10][11];
- Masters of Rock 1974 года[9][12];
- The Early Singles 1992 года, изданный в составе бокс-сета Shine On[13][14];
- Bonus CD, изданный в составе состоящего из трёх дисков релиза 2007 года к 40-летнему юбилею Pink Floyd The Piper at the Gates of Dawn (исключая песню «Scarecrow», записанную на двух других дисках этого релиза)[15];

Кроме того песни «Arnold Layne» и «See Emily Play» вошли в сборник 2001 года Echoes: The Best of Pink Floyd.

## Список композиций
| №  | Название                                                | Автор(ы)    | Ведущий вокал | Длительность |
| -- | ------------------------------------------------------- | ----------- | ------------- | ------------ |
| 1. | «Arnold Layne» (Арнольд Лэйн)                           | Сид Барретт | Барретт       | 2:55         |
| 2. | «Candy and a Currant Bun» (Конфетка и булочка с изюмом) | Барретт     | Барретт       | 2:46         |
| 3. | «See Emily Play» (Смотри, как играет Эмили)             | Барретт     | Барретт       | 2:54         |
| 4. | «Scarecrow» (Пугало)                                    | Барретт     | Барретт       | 2:09         |
| 5. | «Apples and Oranges» (Яблоки и апельсины)               | Барретт     | Барретт       | 3:05         |
| 6. | «Paint Box» (Коробка с красками)                        | Ричард Райт | Райт          | 3:47         |

## Участники записи
Pink Floyd
- Сид Барретт — гитара, вокал на всех песнях, кроме «Paint Box»;
- Ник Мейсон — ударные;
- Роджер Уотерс — бас-гитара, бэк-вокал;
- Ричард Райт — клавишные, бэк-вокал, вокал на «Paint Box»;

Продюсирование:
- Джо Бойд — продюсер «Arnold Layne» и «Candy and a Currant Bun»;
- Норман Смит — продюсер «See Emily Play», «Scarecrow», «Apples and Oranges» и «Paint Box»;

Дизайн:
- Дизайн обложки — Сторм Торгерсон;